# Liste des chansons de Green Day

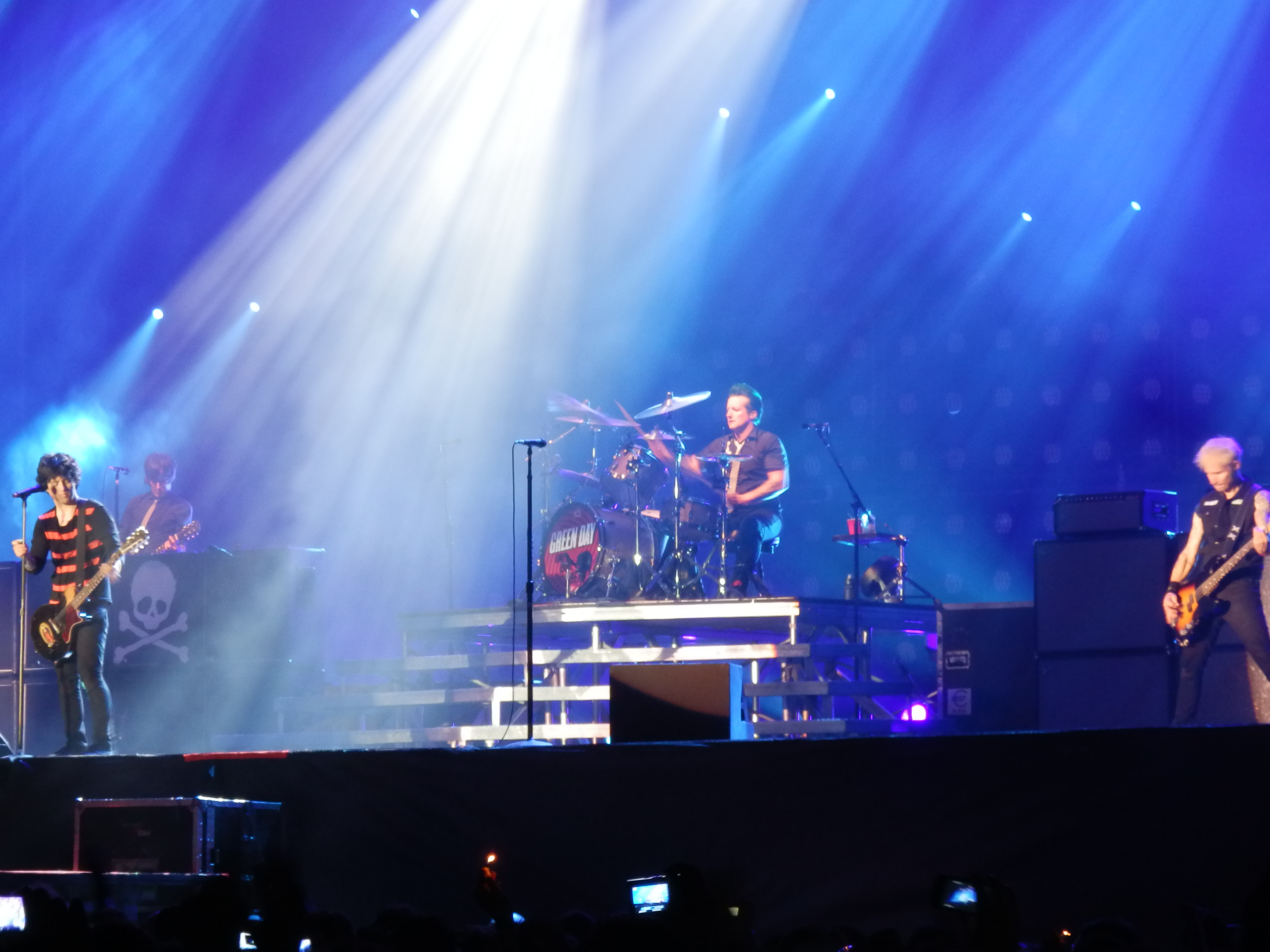
Green Day en concert le 5 juin 2013 à Rome

Voici une liste de toutes les chansons sorties par le groupe punk rock américain Green Day. Cette liste ne comprend pas les reprises que le groupe a fait lors de spectacles et qui ne sont pas sorties de manière officielle.
Les noms entre parenthèses sont d'abord celui de l'auteur des paroles de la chanson, ensuite celui du compositeur de la musique. La provenance de la chanson est inscrite ensuite.
- ¡Viva La Gloria! (Billie Joe / Green Day) 21st Century Breakdown
- ¿Viva La Gloria? (Little Girl) (Billie Joe / Green Day) 21st Century Breakdown
- 16 (Billie Joe / Green Day) 39/Smooth, 1,039/Smoothed Out Slappy Hours
- 21 Guns (Billie Joe / Green Day) 21st Century Breakdown
- 21st Century Breakdown (Billie Joe / Green Day) 21st Century Breakdown
- 80 (Billie Joe / Green Day) Kerplunk!
- 86 (Billie Joe / Green Day) Insomniac
- 99 Revolutions (Billie Joe / Green Day) ¡Tré!
- 409 in Your Coffeemaker (Billie Joe / Green Day) Slappy EP, 1,039/Smoothed Out Slappy Hours
- 1,000 Hours (Billie Joe / Green Day) 1,000 Hours EP, 1,039/Smoothed Out Slappy Hours
- 2000 Lights Years Away (Billie Joe / Green Day) Kerplunk!
- A Quick One, While He's Away [originellement par The Who] (Pete Townshend) 21st Century Breakdown (version deluxe iTunes)
- All by Myself (Tré Cool) Dookie
- All the Time (Billie Joe / Green Day) Nimrod
- American Eulogy (A. Mass Hysteria, B. Modern World) (Billie Joe / Green Day) 21st Century Breakdown
- American Idiot (Billie Joe / Green Day) American Idiot
- Android (Billie Joe / Green Day) Kerplunk!
- Angel Blue (Billie Joe / Green Day) ¡Uno!
- Another State of Mind [originellement par Social Distortion] (Mike Ness) 21st Century Breakdown (version deluxe iTunes)
- Are We the Waiting (Billie Joe / Green Day) American Idiot
- At the Library (Billie Joe / Green Day) 39/Smooth, 1,039/Smoothed Out Slappy Hours
- Armatage Shanks (Billie Joe / Green Day) Insomniac
- Bab’s Uvula Who? (Billie Joe / Green Day) Insomniac
- Basket Case (Billie Joe / Green Day) Dookie
- Before the Lobotomy (Billie Joe / Green Day) 21st Century Breakdown
- Best Things in Town (Billie Joe / Green Day) Sweet Children EP, Kerplunk!
- Blood, Sex and Booze (Billie Joe / Green Day) Warning:
- Boulevard of Broken Dreams (Billie Joe / Green Day) American Idiot
- Brain Stew (Billie Joe / Green Day) Insomniac
- Brat (Billie Joe / Green Day) Insomniac
- Burnout (Billie Joe / Green Day) Dookie
- C Yo Yus [originellement par Fifteen] (Fifteen) Album hommage au groupe Fifteen
- Carpe Diem (Billie Joe / Green Day) ¡Uno!
- Castaway (Billie Joe / Green Day / Jeff Shadbolt) Warning:
- Christian’s Inferno (Billie Joe / Green Day) 21st Century Breakdown
- Christie Road (Billie Joe / Green Day) Kerplunk!
- Chump (Billie Joe / Green Day) Dookie
- Church On Sunday (Billie Joe / Green Day) Warning:
- Cigarettes And Valentines (Billie Joe / Green Day) Awesome as Fuck
- Coming Clean (Billie Joe / Green Day) Dookie
- Deadbeat Holiday (Billie Joe / Green Day) Warning:
- Desensitized (Billie Joe / Green Day) Single de Time of Your Life, Shenanigans
- Disappearing Boy (Billie Joe / Green Day) 39/Smooth, 1,039/Smoothed Out Slappy Hours
- Do Da Da (Billie Joe / Green Day) Single de Brain Stew / Jaded, Shenanigans
- Dominated Love Slave (Tré Cool) / Green Day Kerplunk!
- Don’t Leave Me (Billie Joe / Green Day) 39/Smooth, 1,039/Smoothed Out Slappy Hours
- Don’t Wanna Fall in Love (Billie Joe / Green Day) Single de Geek Stink Breath, Shenanigans
- Dry Ice (Billie Joe / Green Day) 1,000 Hours EP, 1,039/Smoothed Out Slappy Hours
- East Jesus Nowhere (Billie Joe / Green Day) 21st Century Breakdown
- Emenius Sleepus (Mike Dirnt / Green Day) Dookie
- Espionage (Billie Joe / Green Day) Single de Hitchin’ a Ride, Shenanigans
- Extraordinary Girl (Billie Joe / Green Day) American Idiot
- F.O.D. (Billie Joe / Green Day) Dookie
- Fashion Victim (Billie Joe / Green Day) Warning:
- Father Of All... Father of All...
- Favorite Son (Billie Joe / Green Day) Compilation Rock Against Bush Vol. 2, Single de 21 Guns
- Fell For You (Billie Joe / Green Day) ¡Uno!
- Fire, Ready, Aim Father of All...
- Fuck Time (Billie Joe / foxboro Hot Tubs) ¡Dos!
- Geek Stink Breath (Billie Joe / Green Day) Insomniac
- Give Me Novocaine (Billie Joe / Green Day) American Idiot
- Going to Pasalacqua (Billie Joe / Green Day) 39/Smooth, 1,039/Smoothed Out Slappy Hours
- Good Riddance (Time of Your Life) (Billie Joe / Green Day) Single de Brain Stew / Jaded, Nimrod
- Governator (Mike Dirnt / Green Day) Single de American Idiot
- Green Day (Billie Joe / Green Day) 39/Smooth, 1,039/Smoothed Out Slappy Hours
- Ha Ha You’re Dead (Mike Dirnt / Green Day) Compilation Every Dog Will Have Its Day, Shenanigans
- Haushinka (Billie Joe / Green Day) Nimrod
- Having a Blast (Billie Joe / Green Day) Dookie
- Hearts Collide (Billie Joe / Green Day) Single de Know Your Enemy
- Here Comes The Shock, single de 2021
- Hitchin' a Ride (Billie Joe / Green Day) Nimrod
- Hold On (Billie Joe / Green Day) Warning:
- Holiday (Billie Joe / Green Day) American Idiot
- Homecoming (I. The Dead of St. Jimmy, II. East 12th St., III. Nobody Likes You, IV. Rock and Roll Girlfriend, V. We’re Coming Home Again) (Green Day / Green Day) American Idiot
- Horseshoes and Handgrenades (Billie Joe / Green Day) 21st Century Breakdown
- Holy Toledo !, single de 2021
- I Don't Want to Know If You Are Lonely [originellement par Hüsker Dü] (Grant Hart) Single de Warning
- I Fought the Law [originellement par The Crickets et aussi repris par The Clash] (Sonny Curtis) Single de I Fought the Law
- I Want to Be Alone (Billie Joe / Green Day) Compilation The Big One, 1,039/Smoothed Out Slappy Hours
- I Want to Be on T.V. [originellement par Fang] (Fang) Single de Geek Stink Breath, Shenanigans
- I Was A Teenage Teenage Father of All...
- I Was There (John Kiffmeyer / Green Day) 39/Smooth, 1,039/Smoothed Out Slappy Hours
- In the End (Billie Joe / Green Day) Dookie
- J.A.R. (Jason Andrew Revla) (Mike Dirnt / Green Day) Trame sonore du film Angus, International Superhits!
- Jackass (Billie Joe / Green Day) Warning:
- Jaded (Billie Joe / Green Day) Insomniac
- Jesus of Suburbia (I. Jesus of Suburbia, II. City of the Damned, III. I Don’t Care, IV. Dearly Beloved, V. Tales of Another Broken Home) (Billie Joe / Green Day) American Idiot
- Jinx (Billie Joe / Green Day) Nimrod
- Junkies On A High Father of All...
- Kill The DJ (Billie Joe / Green Day / Mirwais Ahmadzaï) ¡Uno!
- King for a Day (Billie Joe / Green Day) Nimrod
- Know Your Enemy (Billie Joe / Green Day) 21st Century Breakdown
- Knowledge [originellement par Operation Ivy] (Jesse Michaels / Operation Ivy)  Slappy EP, 1,039/Smoothed Out Slappy Hours
- Last Night on Earth (Billie Joe / Green Day) 21st Century Breakdown
- Last of the American Girls (Billie Joe / Green Day) 21st Century Breakdown
- Last Ride In (Billie Joe / Green Day) Nimrod
- Let Yourself Go (Billie Joe / Green Day) ¡Uno!
- Letterbomb (Billie Joe / Green Day) American Idiot
- Lights Out (Billie Joe / Green Day) Single de Know Your Enemy
- Like a Rolling Stone [originellement par Bob Dylan] (Bob Dylan) 21st Century Breakdown (version précommande iTunes)
- Longview (Billie Joe / Green Day) Dookie
- Loss of Control (Billie Joe / Green Day / Chrissie Hynde / James Honeyman-Scott) ¡Uno!
- Macy's Day Parade (Billie Joe / Green Day) Warning:
- Maria (Billie Joe / Green Day) Single de Waiting, International Superhits!
- Meet Me On The Roof (Billie Joe / Green Day) Father of All...
- Minority (Billie Joe / Green Day) Warning:
- Misery (Green Day / Green Day) Warning:
- Murder City (Billie Joe / Green Day) 21st Century Breakdown
- My Generation [originellement par The Who] (Pete Townshend) Sweet Children EP, Kerplunk!
- Nice Guys Finish Last (Billie Joe / Green Day) Nimrod
- No One Knows (Billie Joe / Green Day) Kerplunk!
- No Pride (Billie Joe / Green Day) Insomniac
- Nuclear Family (Billie Joe / Green Day) ¡Uno!
- Oh Love (Billie Joe / Green Day) ¡Uno!
- Oh Yeah! (Billie Joe / Green Day) Father of All...
- On the Wagon (Billie Joe / Green Day) Single de Basket Case, Shenanigans
- One for the Razorbacks (Billie Joe / Green Day) Kerplunk!
- One of My Lies (Billie Joe / Green Day) Kerplunk!
- Only of You (Billie Joe / Green Day) 1,000 Hours EP, 1,039/Smoothed Out Slappy Hours
- Outsider [originellement par The Ramones] (Dee Dee Ramone) Single de Warning, Shenanigans
- Panic Song (Mike Dirnt et Billie Joe / Green Day) Insomniac
- Paper Lanterns (Billie Joe / Green Day) Slappy EP, 1,039/Smoothed Out Slappy Hours
- Peacemaker (Billie Joe / Green Day) 21st Century Breakdown
- Platypus (I Hate You) (Billie Joe / Green Day) Nimrod
- Pollyanna, single de 2021
- Poprocks & Coke (Billie Joe / Green Day) International Superhits!
- Private Ale (Billie Joe / Green Day) Kerplunk!
- Prosthetic Head (Billie Joe / Green Day) Nimrod
- Pulling Teeth (Billie Joe / Green Day) Dookie
- Redundant (Billie Joe / Green Day) Nimrod
- Reject (Billie Joe / Green Day) Nimrod
- Rest (Billie Joe / Green Day) 39/Smooth, 1,039/Smoothed Out Slappy Hours
- Restless Heart Syndrome (Billie Joe / Green Day) 21st Century Breakdown
- Road to Acceptance (Billie Joe / Green Day) 39/Smooth, 1,039/Smoothed Out Slappy Hours
- Rotting (Billie Joe / Green Day) Single de Time of Your Life, Shenanigans
- Rusty James (Billie Joe / Green Day) ¡Uno!
- Sassafras Roots (Billie Joe / Green Day) Dookie
- Scattered (Billie Joe / Green Day) Nimrod
- Scumbag (Mike Dirnt / Green Day) Single de Warning, Shenanigans
- See the Light (Billie Joe / Green Day) 21st Century Breakdown
- She (Billie Joe / Green Day) Dookie
- She’s a Rebel (Billie Joe / Green Day) American Idiot
- Shoplifter (Billie Joe / Green Day) Single de American Idiot
- Shout [originellement par The Isley Brothers] (Kelly O Isley, Ronald Isley et Rudolph Isley) Bullet in a Bible
- Sick of Me (Billie Joe / Green Day) Single de Hitchin’ a Ride, Shenanigans
- Song of the Century (Billie Joe / Green Day) 21st Century Breakdown
- St. Jimmy (Billie Joe / Green Day) American Idiot
- Stab You In The Heart Father of All...
- Stay The Night (Billie Joe / Green Day) ¡Uno!
- Stuart and the Ave. (Billie Joe / Green Day) Insomniac
- Strangeland (Billie Joe / Green Day) Sweet Children EP, Kerplunk!
- Stuck With Me (Billie Joe / Green Day) Insomniac
- Suffocate (Billie Joe / Green Day) Single de Time of Your Life, Shenanigans
- Sugar Youth Father of All...
- Sweet 16 (Billie Joe / Green Day) ¡Uno!
- Sweet Children (Billie Joe / Green Day) Sweet Children EP, Kerplunk!
- Take Back (Billie Joe / Green Day) Nimrod
- That's All Right [originellement par Elvis Presley] (Arthur Crudup) 21st Century Breakdown (version précommande iTunes)
- The Ballad of Wilhelm Fink (???) Compilation Short Music for Short People
- The Grouch (Billie Joe / Green Day) Nimrod
- The Judge’s Daughter (Billie Joe / Green Day) 39/Smooth, 1,039/Smoothed Out Slappy Hours
- The One I Want (Billie Joe / Green Day) 1,000 Hours EP, 1,039/Smoothed Out Slappy Hours
- The Saints Are Coming (avec U2) [originellement par The Skids] (Richard Jobson et Stuart Adamson) Single de The Saints are Coming
- The Simpsons Theme (Danny Elfman) Single de The Simpsons Theme
- The Static Age (Billie Joe / Green Day) 21st Century Breakdown
- Tight Wad Hill (Billie Joe / Green Day) Insomniac
- Tired of Waiting for You [originellement par The Kinks] (Ray Davies) Single de Basket Case, Shenanigans
- Too Much Too Soon (Billie Joe / Green Day) Single de American Idiot
- Troublemaker (Billie Joe / Green Day) ¡Uno!
- Uptight (Billie Joe / Green Day) Nimrod
- Waiting (Billie Joe / Green Day) Warning:
- Walking Alone (Billie Joe / Green Day) Nimrod
- Walking Contradiction (Billie Joe / Green Day) Insomniac
- Wake Me Up When September Ends (Billie Joe / Green Day) American Idiot
- Warning (Billie Joe / Green Day) Warning:
- Welcome to Paradise (Billie Joe / Green Day) Kerplunk!, Dookie
- Westbound Sign (Billie Joe / Green Day) Insomniac
- Whatsername (Billie Joe / Green Day) American Idiot
- When I Come Around (Billie Joe / Green Day) Dookie
- When It's Time American Idiot: the Original Broadway Cast Recording
- Who Wrote Holden Caulfield? (Billie Joe / Green Day) Kerplunk!
- Why Do You Want Him? (Billie Joe / Green Day) Slappy EP, 1,039/Smoothed Out Slappy Hours
- Words I Might Have Ate (Billie Joe / Green Day) Kerplunk!
- Working Class Hero [originellement par John Lennon] (John Lennon / The Plastic Ono Band) Compilation Instant Karma / Make Some Noise - The Amnesty International Campaign to Save Darfur
- Worry Rock (Billie Joe / Green Day) Nimrod
- X-Kid (Billie Joe / Green Day) ¡Tré!
- X-mas Time of the Year (Billie Joe / Green Day), single de 2014
- You Lied (Billie Joe / Green Day) Single de Time of Your Life, Shenanigans